# Phymaturus nevadoi
Espèce
Synonymes
- Phymaturus patagonicus nevadoi Cei & Roig, 1975

Statut de conservation UICN

 LC  : Préoccupation mineure
Phymaturus nevadoi est une espèce de sauriens de la famille des Liolaemidae.

## Répartition
Cette espèce est endémique de la province de Mendoza en Argentine.

## Description
C'est un saurien vivipare.

## Étymologie
Cette espèce est nommée en référence au lieu de sa découverte, le Cerro Nevado.

## Publication originale
- Cei & Roig, 1975 : A new lizard from the Sierra del Nevado Mountains,Central Argentina. Journal of Herpetology, vol. 9, no 2, p. 256.